# 贝尔朗库尔 (埃纳省)
贝尔朗库尔（法語：Berlancourt，法語發音：[bɛʁlɑ̃kuʁ]）是法国上法蘭西大區埃纳省的一个市镇，属于韦尔万区。

## 地理
贝尔朗库尔（49°46'43"N, 3°45'29"E）面积5.2 平方千米，位于法国上法蘭西大區埃纳省，该省份为法国北部内陆省份，北起北部省，西接索姆省和瓦兹省，东临阿登省和马恩省，西南至塞纳-马恩省，东北部与比利时接壤。
与贝尔朗库尔接壤的市镇（或旧市镇、城区）包括：马尔方丹、马尔勒、拉讷维尔乌塞、蒂耶尔尼、沃阿里。

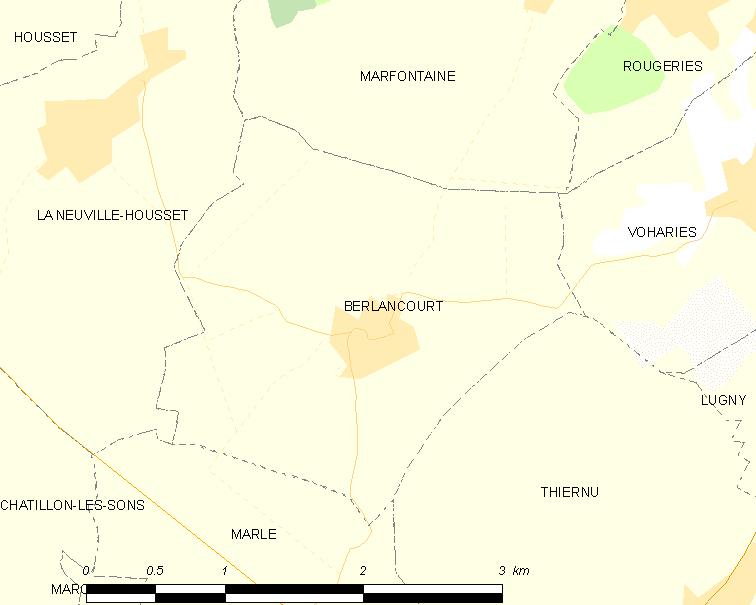
的OSM定位图

贝尔朗库尔的时区为UTC+01:00、UTC+02:00（夏令时）。

## 行政
贝尔朗库尔的邮政编码为02250，INSEE市镇编码为02068。

## 政治
贝尔朗库尔所属的省级选区为马尔勒县。

## 人口

1962-2008年间人口变化图示

贝尔朗库尔于2022年1月1日时的人口数量为81人。